# John Grahame Douglas Clark
John Grahame Douglas Clark (ur. 28 lipca 1907 w Bromley, zm. 12 września 1995 w Cambridge) – brytyjski archeolog.

## Życiorys
Urodził się w Bromley. Jego rodzicami byli Charles Douglas Clark i Maude Ethel Grahame Clark (z domu Shaw). Od 1935 był wykładowcą uniwersytetu w Cambridge. W czasie II wojny światowej służył w jednostce rozpoznania Royal Air Force. Od 1952 był profesorem. Był autorytetem w dziedzinie prehistorii północno-zachodniej Europy okresu mezolitu. W 1992 otrzymał tytuł szlachecki. Wydał między innymi książkę Prehistoric Europe: the Economic Basis (1952). W 1957 ukazała się ona w Polsce pod tytułem Europa przedhistoryczna, podstawy gospodarcze. Opublikował też Archaeology and Society (1939) i Prehistoric Societies (1965).

## Publikacje
- John Graham Douglas Clark: Europa przedhistoryczna: podstawy gospodarcze; z jęz. ang. przeł. Józef Kostrzewski. Warszawa: Państwowe Wydawnictwo Naukowe, 1957. Brak numerów stron w książce
- Grahame Clark, Stuart Piggott: Społeczeństwa prahistoryczne; z ang. przeł. Sylwia Wierzbicka-Pawłowska. Warszawa: Państwowe Wydawnictwo Naukowe, 1970. Brak numerów stron w książce